# Joppa undatipennis
Joppa undatipennis är en stekelart som beskrevs av Costa 1864. Joppa undatipennis ingår i släktet Joppa och familjen brokparasitsteklar. Inga underarter finns listade i Catalogue of Life.